# 間違いだらけの大学選び
「間違いだらけの大学選び」（まちがいだらけのだいがくえらび）は、栗本慎一郎の大学評論書。1992年3月から「週刊朝日」誌上で連載されたものが、「疾風編」「怒濤編」に分けて朝日新聞社から刊行された。

## 内容
大学（ときには学部）ごとに章を割き、教育、将来性、人脈、環境、社会評価を採点基準としたダイヤグラムを併記した。

### 各大学・学部の評価および各論
慶應義塾大学のSFC、多摩大学を、将来有望な新設大学・学部として、高評価している。慶応SFCの総合政策学部と環境情報学部の章で、伝統ある大学が新設学部を作る場合、既存学部の格下の普及版のような場合が多く、慶大商学部も、福沢諭吉の実学精神によって作られた理財科（経済学部）より強くその精神を実現するものと期待されて経済学部から分かれたものの結局分家は分家という扱いになってしまったが、SFCの二学部は違うと評した。
明治大学短期大学の章で、国公立専門技術短大以外の短大は（1992年の時点から）20年前に役割を終えたと書いている（ちなみに、栗本は、そのほぼ20年後、つまり私立短大が役割を終えたとされる時点からほぼ40年後に、専門技術教育機関的な面はあるが国公立ではない有明教育芸術短期大学の学長に就任した）。
アメリカの大学日本校はお勧めできないとした（ミネソタ州立大学秋田校理事を退任した直後の発言。経営姿勢と理念がお粗末なので去ったと書いた）。
一条校ではないが、新宮出身の西村伊作が作った文化学院を高く評価している。そして自身が作った栗本慎一郎自由大学も文化学院を意識したと明かしている（当学も一条校ではない）。
広島大学に「教育学部」と「学校教育学部」があることを、「統廃合の結果」で「学者の数だけは増える」としている。いっぽうで、この大学にある総合科学部はよく頑張ってきたと評価している。
東京都立大学 (1949-2011)の章で、栗本が慶大生時代に、都立大に潜入して講義を聴いたことを告白した。

### 総論的見解その他
疾風編の後書きで、江戸時代前期の人口増の問題になぜか触れている。この問題を知ったことが、栗本に学究の道を選ばせたという。
疾風編の後書きで、日本の大学は法学部と工学部と医学部の重視から出発したため、社会科学で最重要な経済学は重視されず、旧帝国大学で経済学部が法学部の下位にある感じがするのはそこに起因する、と書いた。
怒濤編の後書きで、高校生かせいぜい浪人生の受験生が大学を自分の判断で選択することは難しいと書いた。かつての看板学部の慶大経済の自分でさえ、ムードに流されて、さして実績的根拠もなく東海銀行を就職先として選んだ例を明かし、若者が自分の判断だけで進路選択することの難しさを訴えた。
疾風編後書きに、大学総合研究所や栗本慎一郎自由大学についての説明がある。前者は有限会社・任意団体であり、後者は前者によって運営されていることが明かされている。有馬朗人、加藤寛、鳩山邦夫らとともに大学について考えるシンポジウムを行ったとある。
「大学を選ぶあなた方は、学部で教える学問内容自体への興味以外に、社会的貢献や機能や特徴も考えなくてはならない」と厳しい要求をつきつけつつ、直後の文章で、「『官庁より裁判所での活躍が大きい』という京大法学部についての情報に基づいて、裁判所で活躍したい受験生が京大法学部を選んだとしたら気持ち悪い」とも言っている。

## 反響
栗本の弟子である京都大学准教授の伊勢史郎は、この連載を読んで栗本自由大学に入ることを決めた。
怒濤編の後書きで、栗本自身が、自分が受けた批判の中身を紹介し再反論を加えている。
自身の出身学部である慶大経済学部の章で、早大OBから「早稲田にばかり厳しすぎる」という脅迫的投書があったことを明かした。

## 書誌情報
- 栗本慎一郎『間違いだらけの大学選び 疾風編』朝日新聞社、1994年2月。ISBN 4-02-256675-2。
- 栗本慎一郎『間違いだらけの大学選び 怒濤編』朝日新聞社、1994年12月。ISBN 4-02-256822-4。